# Most Jiaxing-Shaoxing Sea
Most Jiaxing-Shaoxing Sea (poenostavljena kitajščina: 嘉绍 跨海 大桥; tradicionalna kitajščina: 嘉紹 跨海 大橋; pinjin: Jia Shao kua Hǎi Dàqiáo) ali most Jiashao je najdaljši in najširši več stebrni most s poševnimi zategami na svetu. Od začetka do konca se razteza 10.138 m in prečka zaliv Hangzhou, v Shaoxingu, Kitajska. Glavna konstrukcija je podprta s šestimi 227 metrov visokimi piloni in ima 6 pasovno voziščno konstrukcijo. Glavni razpon mostu je dolg 2680 m Most je namenjen voznikom, ki potujejo s hitrostjo 60 milj na uro. Vozila s hitrostjo manj kot 45 milj na uro ne smejo preko mostu.
Most se razteza čez zaliv Hangzhou iz severovzhodnega Shaoxinga, na kopni del južno od Jiaxinga. Shaoxing se nahaja približno 200 kilometrov od Šanghaja. Ta most bo zagotovil bolj neposredno povezavo za promet vozil med Šanghajem in Shaoxingom.
Gradnja je bila zaključena 6. julija 2013. most pa odprt za promet 20. julija 2013